# Cephalodina
Cephalodina is een kevergeslacht uit de familie van de boktorren (Cerambycidae). De wetenschappelijke naam van het geslacht werd voor het eerst geldig gepubliceerd in 1881 door Bates.

## Soorten
Cephalodina omvat de volgende soorten:
- Cephalodina acangassu Martins & Galileo, 1993
- Cephalodina capito (Bates, 1866)
- Cephalodina crassiceps Bates, 1881